# Laminaria hyperborea
Laminaria hyperborea là một loài tảo nâu to lớn và còn là tảo bẹ thuộc họ Laminariaceae. Tên thường gọi của loài này là tangle và cuvie. Tại phía bắc của biển Đại Tây Dương, loài này được tìm thấy ở tầng nước gần bờ biển. Laminaria hyperborea f. cucullata (P.Svensden & J.M.Kain, 1971) được biết đến với vai trò chắn sóng ở Scandinavia.

## Mô tả
Laminaria hyperborea thì dài đến 360 xen-ti-mét và nó dai. Holdfast (một cấu trúc có hình dạng giống rễ giúp neo các sinh vật chẳn hạn như tảo lại) thì lớn, có hình nón, phân nhánh là rễ giả, nhìn giống như chân chim. Cuống thì tròn ở chỗ cắt ngang, thô, dày ở gốc và dần thon khi lên cao. Những cái cuống già hơn thì có những loại thực vật biểu sinh, chẳng hạn như là tảo đỏ. Lá mỏng, có màu nâu hơi vàng, tuổi thọ của nó có thể lên đến 15 năm.
Laminaria hyperborea khác hẳn với Laminaria digitata với màu sắc nhạt và cuống dài hơn. Laminaria ochroleuca thì cũng tương tự nhưng sắc vàng thì nhiều và cuống thì lại không thô như ở L. hyperborea.

## Phân bố
Chúng phân bố ở vùng đông bắc Đại Tây Dương, từ Scandinavia đến Tây Ban Nha, đảo Canary, biển Baltic và vùng biển bắc.
Chúng phát triển trên những bãi đá trong vùng nước gần bờ biển với độ sâu từ 10 mét (nơi nước còn đục) xuống đến 30 mét (nơi nước đã trong). Khi xuống độ sâu đến 15 mét thì mật độ phát triển dày đặc hơn và nó tạo thành rừng tảo bẹ và ở độ sâu hơn nữa thì mật độ của chúng lại dày đặc hơn.

## Sử dụng
Có một nghiên cho rằng nó có thể sử dụng như dầu mỏ.
Người ta có thể trích xuất a-xít Alginic từ cuống của loài tảo này khi mắc phải lưới đánh cá tại Pháp, Ireland, Scotland và Norway. Bên cạnh đó, tại Norway, người ta còn dùng lưới đánh cá để thu hoạch chúng.
Trong y học, nó còn dùng làm băng gạc chống kết dính do khả năng giữ và thấm hút nước. Và trong lúc lâm bồn, người ta còn dùng nó để nới lỏng cổ tử cung.
Trong thực phẩm, người ta còn dùng nó làm trứng cá muối chay.